# Kolegiata św. Jerzego w Ptuju
Kolegiata św. Jerzego (słoweń. Proštijska cerkev sv. Jurija) – rzymskokatolicka świątynia znajdująca się w słoweńskim mieście Ptuj. 

## Historia
Zanim wzniesiono obecną świątynię, na tym miejscu znajdowało się kilka innych kościołów, przy czym pierwszy wzniesiono w IX wieku. W XI stuleciu kolejną świątynię ufundował abp Gebhard z Salzburga, jednak została ona zniszczona podczas najazdów węgierskich jeszcze w tym samym wieku. Następny budynek ufundował abp Konrad I von Abensberg około 1125 roku. W latach 1310–1340 wybudowano nowe prezbiterium, a pod koniec XIV wieku podwyższono emporę. W XV kościół został podwyższony oraz przebudowany w stylu gotyckim. W 1863 roku wyniesiony do godności kolegiaty.

## Architektura i wyposażenie
Świątynia gotycka, trójnawowa, o układzie bazylikowym. Do kościoła wchodzi się przez neogotycki portal, powstały na zlecenie proboszcza Simona Povodena. Najcenniejszym elementem wyposażenia świątyni jest gotycka rzeźba św. Jerzego ze smokiem, wykonana w 1380. Reszta wystroju jest w większości barokowa, m.in. ambona z 1763 oraz ławki z warsztatu Franza Wassera i Petra Marenzellera. W prezbiterium, po obu stronach, znajdują się gotyckie stalle z 1446.
W nawie północnej znajdują się cztery ołtarze boczne. Pierwszym od strony prezbiterium jest ołtarz św. Andrzeja, następny nosi wezwanie św. Anny, kolejny – św. Floriana a ostatni – św. Józefa. Prócz tego do nawy dobudowane są dwie kaplice – Matki Bożej Bolesnej i św. Franciszka Ksawerego.
W nawie południowej znajdują się 3 ołtarze: św. Wiktoryna z Patawii, św. Trójcy oraz Trzech Króli. Od zachodu do nawy w 1415 dobudowano kaplicę Chrztu, w której znajduje się kamienna chrzcielnica oraz ołtarz szafowy z lat 1447–1467 autorstwa Konrada Laiba. Ze wschodu do nawy w 1777 dobudowano kaplicę św. Krzyża.
Prócz tego kolegiatę zdobią obrazy drogi krzyżowej z 1881.

## Galeria

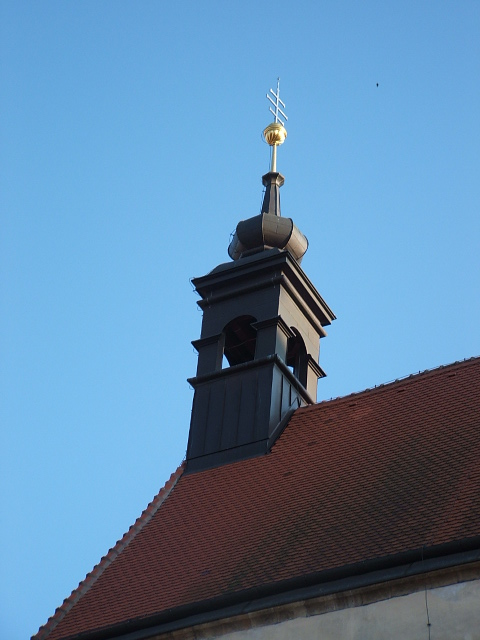
Sygnaturka
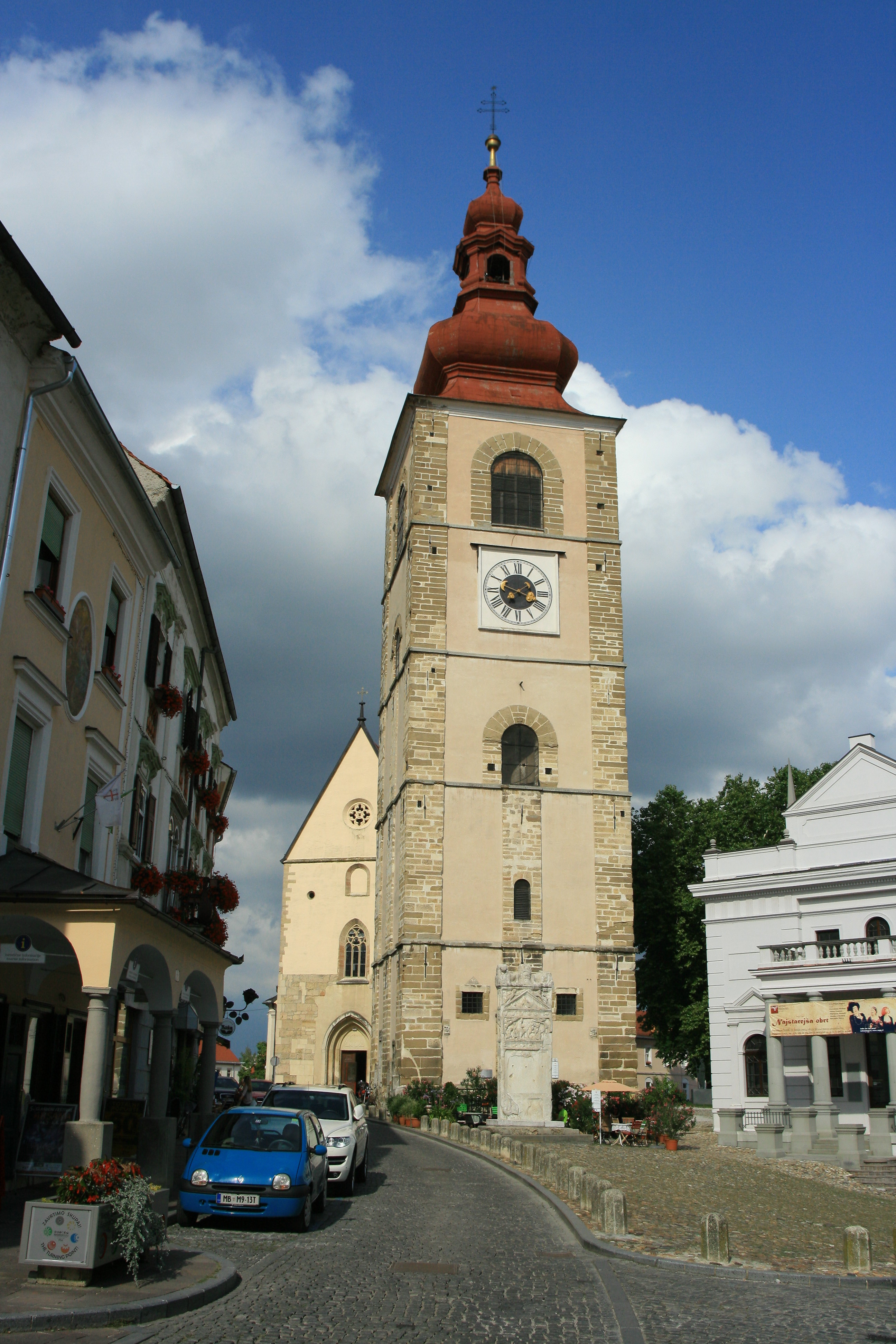
Dzwonnica
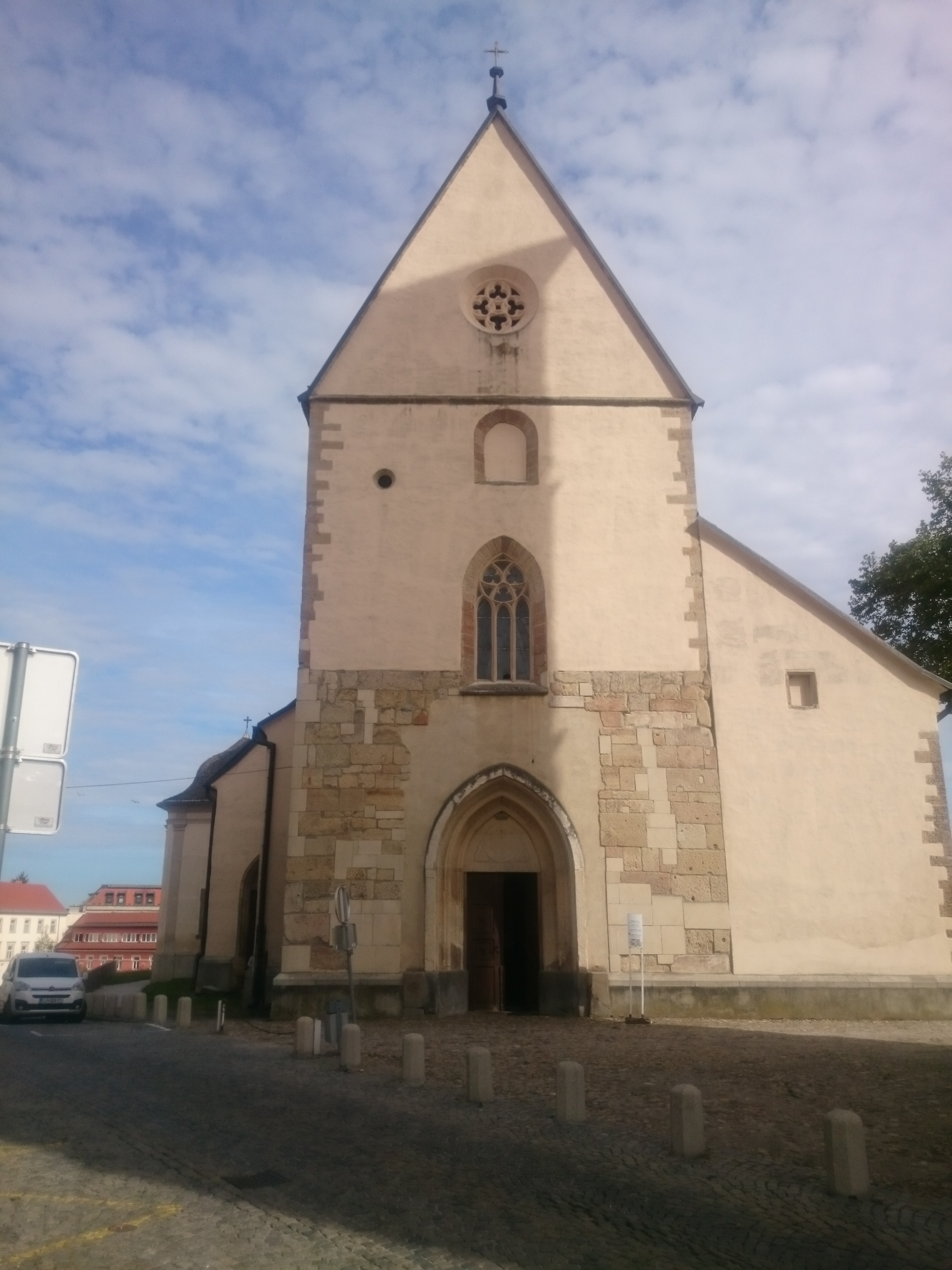
Fasada
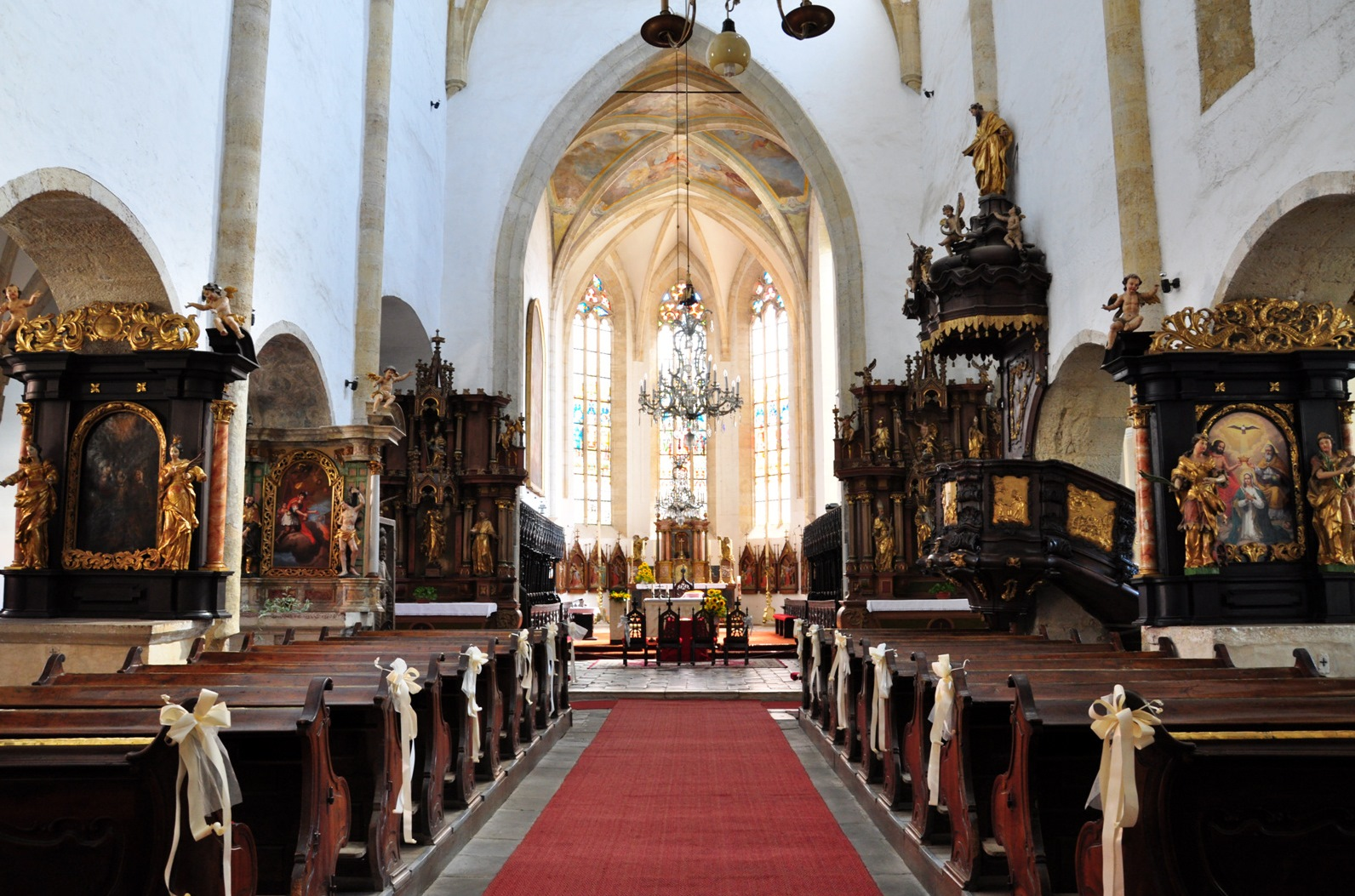
Wnętrze
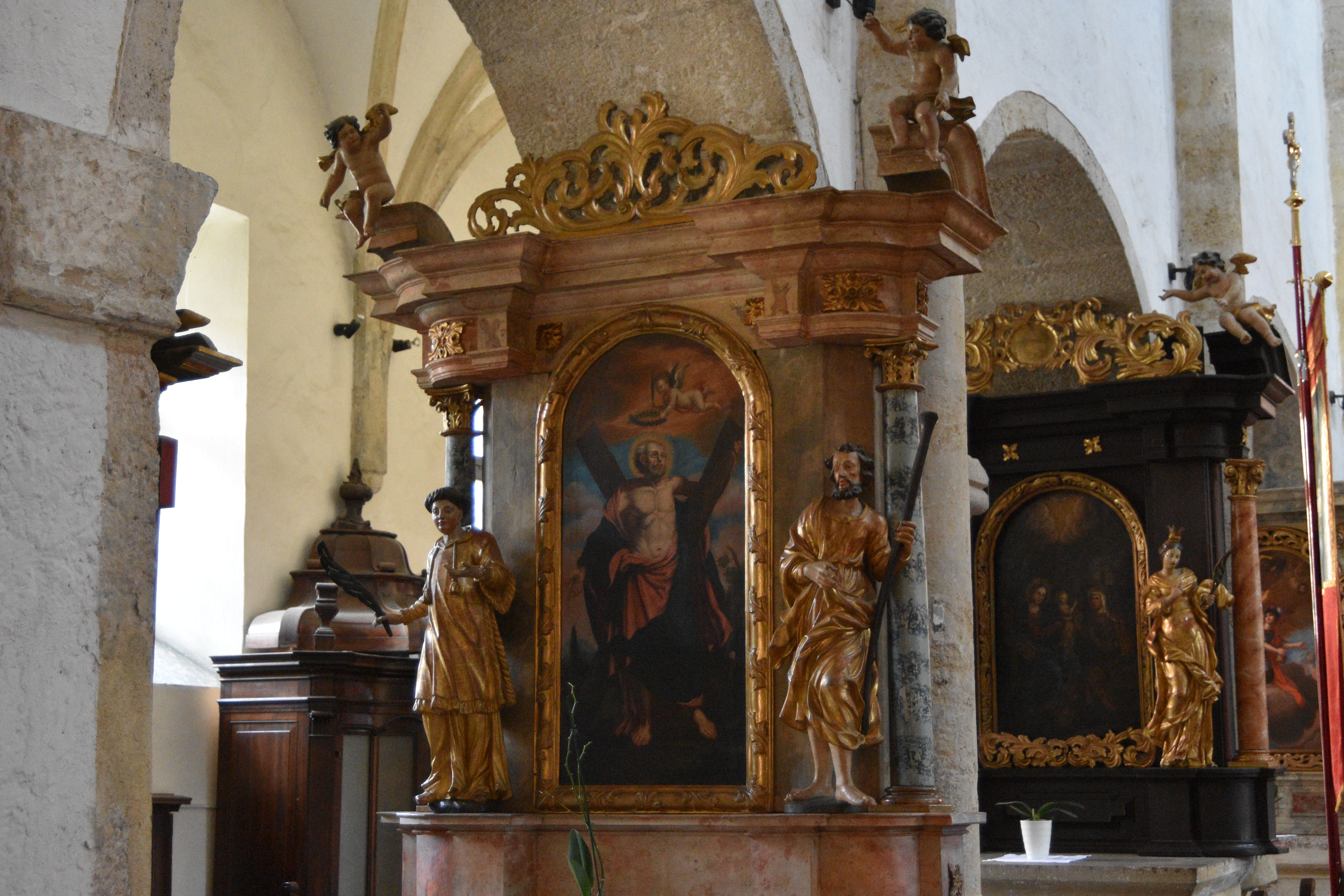
Ołtarz św. Andrzeja
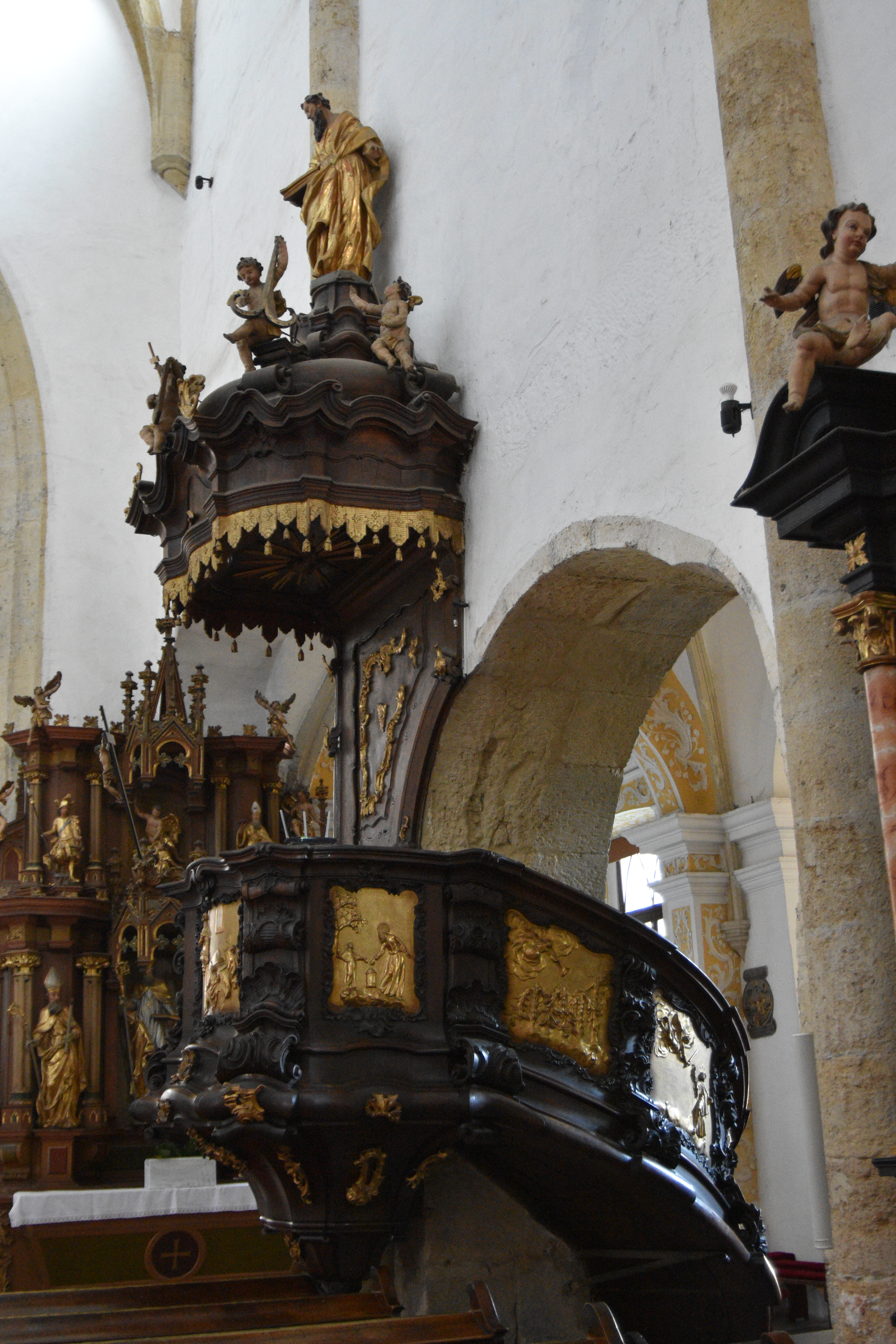
Barokowa ambona
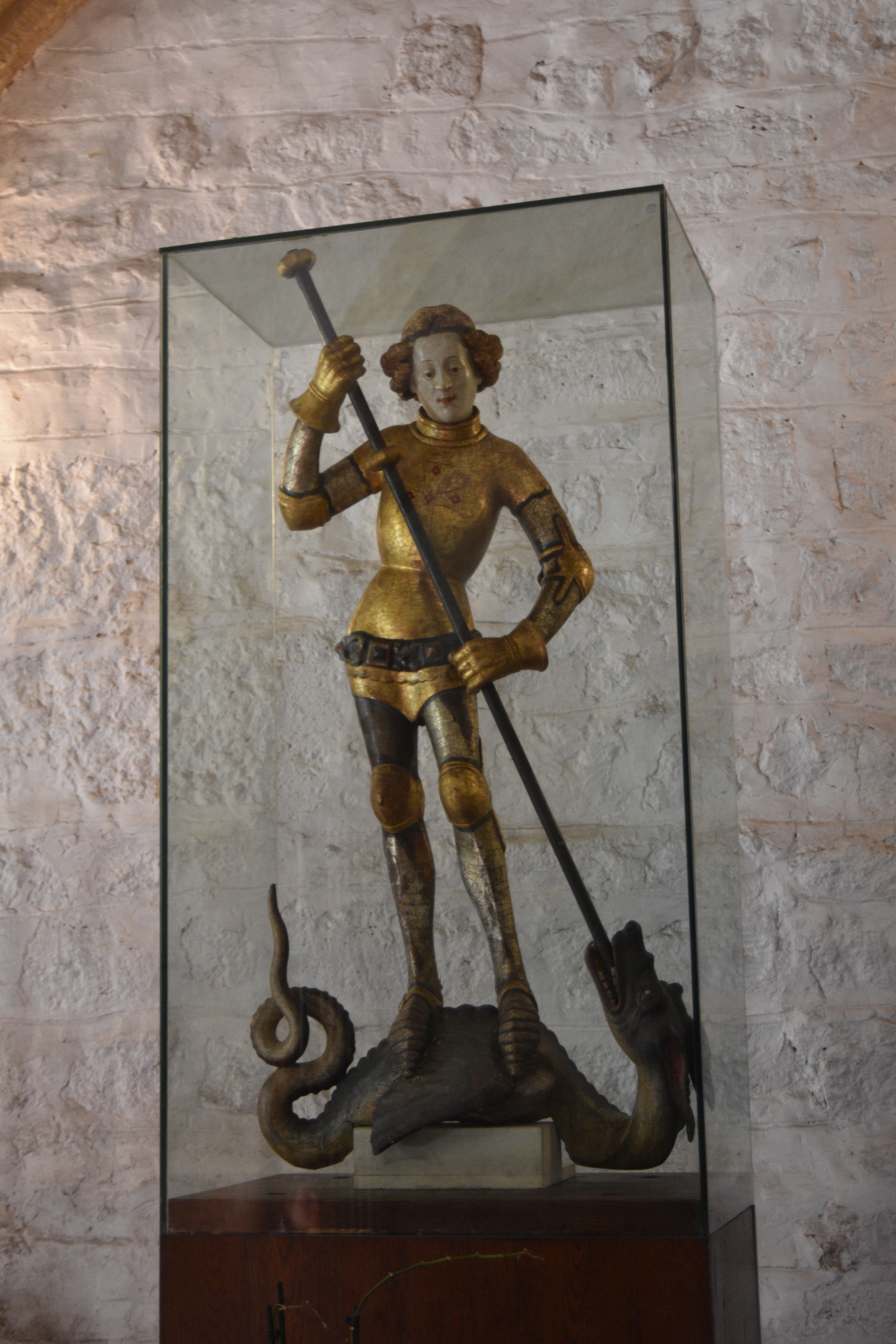
Gotycka rzeźba św. Jerzego